# هنری لوید
هنری لوید (انگلیسی: Henri Lloyd) شرکت خرده‌فروشی پوشاک سوئدی است، که در سال ۱۹۶۳ تأسیس شد.